# Pantonio
Antonio Correia, plus connu sous le pseudonyme de Pantonio, est un artiste portugais contemporain né aux Açores, sur l’île Terceira, en 1975,. Adepte du Street Art, il s'est essentiellement fait connaître pour son travail d'artiste urbain. Son univers se développe autour d'un bestiaire fantastique. Son style, « facilement identifiable », allie des lignes simples, « flexibles et fluides », avec une « prédominance du bleu et du noir ». Connu pour ses fresques murales monumentales de rue, il expose également à la galerie Itinerrance, en France. On a pu observer son travail en France sur le pont des Arts et le MUR Oberkampf en mai-juin 2015. L'une de ses fresques monumentales orne la Tour Sienne, place de Vénétie, dans le 13e arrondissement de Paris,,. Cette dernière est actuellement considérée comme la plus grande peinture murale de Street Art d'Europe,,. 

## Formation et carrière
Antonio Correia commence sa formation dans les ateliers de sculpture, de modelage, de dessin et de peinture à l'Institut de la Culture des Açores, où il expose régulièrement ses œuvres personnelles. Il étudie par la suite à l’École des arts et métiers de Cerveira, et des arts graphiques à l’Institut polytechnique de Tomar, sur le continent. Puis délaissant les voies académiques, il choisit de basculer dans la rue, où il expose son univers.
En 1993, il fait partie de la délégation d'artistes représentant le Portugal sur le 50e anniversaire de l’UNESCO, en Roumanie. Entre 2006 et 2008, il participe aux ateliers d’illustration de John Catarino, dans le cadre desquels il travaille comme illustrateur pour Richard House, et conçoit des bandes-dessinées pour Zepe et pour l'école des Beaux-Arts de Lisbonne. En 2011 et 2012, il participe à l’Urban Festival d’Art Walk & Talk des Açores en résidence d’artiste et à une exposition collective d’artistes urbains : « Au-delà des murs » à la galerie António Prates. Dès lors, sa notoriété dépasse les frontières du Portugal. En 2013, au Portugal, il expose deux séries de peintures à Lisbonne. Il travaille à Fundão pour le Festival Cale 2013, en collaboration avec WOOL Festival.  La même année, il est appelé en Chine, où il conçoit une fresque équestre géante sur un immeuble de Guangzhou,. En Europe, il participe également au projet de la Tour Paris 13, dont il décore l'appartement #924.
En 2014, il réalise avec 150 autres artistes européens une vaste série de peintures murales à Djerba (Madanin), en Tunisie ,,,. Il dessine en juin 2015, à la demande Premier adjoint de la Ville de Paris, certaines des fresques ornant le Pont des Arts après que les autorités municipales aient décidé de retirer les grilles couvertes de cadenas d'amour,,. Il est également l'auteur de la plus grande peinture murale de Street Art d'Europe, sur la tour Sienne, dans le 13e arrondissement de Paris, dans le cadre du projet "Street Art 13", mené par la galerie Itinerrance,,. Sa fresque monumentale, qui mesure 66 mètres de haut sur 15 mètres de large, représente un banc de poissons fantastiques « remontant l'immeuble ».

## Œuvres
- 5, rue Fulton, Tour Paris 13, appartement #924[10]
- Tour Sienne, place de Vénétie, Paris 13 (plus grande fresque de Street Art d'Europe[2],[5],[6])
- Le MUR Oberkampf, # 186, Paris 13[18],[19]
- Pont des Arts, Paris, France (mai-juin 2015)[15],[16],[17]
- Er-Riadh, Djerba[11],[12],[13],[14]
- Long Ma Jinjsxiu, Guangzhou, Chine[8],[9]
- Festival Cale 2013, Fundão, Portugal, en collaboration avec WOOL Festival[7]
- Big City Life, Rome, Italie[20]
- Sherbrooke, Québec, Canada[21]
- Fresque sur le château d'eau d'Averdon, France
- Oiseau bleu peint sur le bâtiment de l'administration communale à Louvain-la-Neuve en Belgique dans le cadre du festival de street art Fresh Paint OLLN en 2021[22],[23],[24]